# 宮崎吐夢
宮崎 吐夢（みやざき とむ、1970年10月5日 - ）は、日本の俳優、音楽家、コラムニスト、著作家。
松尾スズキ主宰劇団大人計画所属。本名は松代 一郎。

## 人物
明治大学中退。1992年2月に行われたオーディションで合格し大人計画に入団。阿部サダヲ、猫背椿、正名僕蔵らが同期入団である。同年3月『冬の皮』で初出演。しばらく本名名義で活動していたが、大人計画のイベントにて村松利史（WAHAHA本舗）に東京・埼玉連続幼女誘拐殺人事件の容疑者の実名にちなんだ芸名をつけられる。後にこれを松尾スズキが改め、「宮崎吐夢」と命名した。
2004年7月18日、日比谷野外音楽堂において、宮藤官九郎、阿部サダヲらのバンド「グループ魂」の中座としてボーカルで出演。BARBEE BOYSのファンで、大人計画フェスティバルでは、『宮崎吐夢杯争奪「平成のミスバービーボーイズ杏子コンテスト」』という催し物を開催。半分KONTA、半分杏子の姿で登場。また、グループ魂のアルバム『ぱつんぱつん』で、阿部サダヲと杏子と「片付けられない7days」にて共演。2009年、初の小説集『諦女』を刊行した。
月刊雑誌『TECH Win』の付録CDに収録されていた「さるやまハゲの助アワー」1998年2月号で、ペリー提督に扮したネタ等を作成し出演しており、以降多数の作品に出演している。これらの作品は、インターネットが普及し始めた2000年代初頭のFlash全盛期にMADムービー化された物もある。

## 作品

### 著書
- 今夜で店じまい （DVD-BOOK）講談社 単行本　2004年5月１４日
- 恋人でもないのに… 篠崎真紀共著 マガジンハウス 2004年11月
- 今度も店じまい 今夜で店じまい 2nd SEASON (DVD-BOOK&CD付) 講談社　単行本 – 2006年4月28日
- 諦女 宮崎吐夢のOL短編集 グラフ社 2009年5月
- 何度も店じまい 今夜で店じまい 3rd SEASON (DVD-BOOK) 講談社　単行本 – 2009年11月５日

### CD
- 日本の態度 ユニバーサルJ（2. Matakitene（宮崎吐夢とSAKE ROCK））2003/8/6
- 宮崎吐夢記念館 ミディ 2004年6月23日
- みんな大好き塊魂オリジナルサウンドトラック 「塊は魂」 サウンドトラック コロムビアミュージックエンタテインメント（17. キングオブキングのうた）2005/9/20

## 出演

### テレビドラマ
- 演歌なアイツは夜ごと不条理な夢を見る（1992年、日本テレビ）
- ガールズplus1 第17話（1996年、フジテレビ）
- 踊る大捜査線 歳末特別警戒スペシャル（1997年12月30日、フジテレビ） - 真下が現行犯逮捕した傷害犯 役
- ニュースの女 第4話（1998年1月28日、フジテレビ）
- 笑ウせぇるすまん（1999年、テレビ朝日）
- シネマカクテル サンライズ・サンセット（1999年9月3日 - 24日、関西テレビ） - 松浦昌彦 役
- 世にも奇妙な物語（フジテレビ）
  - '00秋の特別編「断定男」（2000年10月4日） - 男 役
  - SMAPの特別編「エキストラ」（2001年1月1日） - 野次馬 役
- さらば天国に一番近い男（2000年12月29日、TBS）
- カバチタレ! 第8話・第9話（2001年3月1日・8日、フジテレビ）
- 陰陽師 第1話・第2話・第8話・第9話（2001年4月3日・10日・5月22日・29日、NHK総合）
- 天国に一番近い男 教師編 第6話（2001年5月18日、TBS） - 献血の係員 役
- 愛のことば 第64話（2001年6月28日、東海テレビ・フジテレビ系）
- 火曜サスペンス劇場 女の橋（2001年7月17日、日本テレビ）
- shin-D 六本木野獣会 最終話（2001年7月31日、日本テレビ）
- 金曜エンタテイメント TEAM スペシャル2（2001年10月5日、フジテレビ）
- スタアの恋 第2話・第5話（2001年10月18日・11月8日、フジテレビ）
- ハンドク!!! 第4話（2001年10月31日、TBS） - 警察官 役
- 真珠夫人 第2話（2002年4月2日、東海テレビ・フジテレビ系）
- ウエディングプランナー SWEETデリバリー 第2話（2002年4月17日、フジテレビ）
- ごくせん 最終話（2002年7月3日、日本テレビ） - レポーター 役
- ぼくが地球を救う 第10話・最終話（2002年9月5日・12日、TBS） - 恵比寿 役
- お義母さんといっしょ 第3話（2003年1月21日、フジテレビ）
- 恋は戦い! 第8話（2003年2月27日、テレビ朝日）
- きみはペット 第2話（2003年4月23日、TBS） - 遊園地の人 役
- タイムリミット（2003年6月25日、TBS）
- 金曜時代劇 茂七の事件簿3 ふしぎ草紙 第1話（2003年7月11日、NHK総合）
- マンハッタンラブストーリー 第9話（2003年12月4日、TBS）
- ドールハウス～特命女性捜査班～ 第9話（2004年3月11日、TBS）
- 夫婦。 第10話（2004年12月12日、TBS）
- 特命係長・只野仁 2ndシーズン 第15話（2005年2月4日、テレビ朝日） - 電王堂システム管理部 社員 役
- 劇団演技者。「男の夢」（2006年1月11日 - 2月8日、フジテレビ） - 和田 役
- 連続テレビ小説（NHK）
  - 純情きらり 第140回（2006年9月12日） - 画壇のバイヤー 役
- 相棒 season5 第15話「裏切者」（2007年1月31日） - 岩崎健吾 役
- 去年ルノアールで 第9話（2007年9月10日、テレビ東京） - ジョン 役
- 週刊真木よう子 第8話「恋泥棒ヨーコ」（2008年5月22日、テレビ東京） - 客C 役
- 星新一ショートショート 第7回「逃走の道」（2008年5月19日、NHK総合） - 強盗1 役
- 怨み屋本舗REBOOT 第5話（#9・#10）（2009年9月5日・12日、テレビ東京） - 松島弘樹 役
- ラストメール2～いちじく白書～ 第4話（2009年11月5日、BS朝日） - 若木 役
- トリック 新作スペシャル2（2010年5月15日、テレビ朝日） - 神崎毅 役
- 新・警視庁捜査一課9係 season2 第8話「歩く死体」（2010年8月18日、テレビ朝日） - 佐藤知也 役
- 雲の上の虚構船（2011年1月1日、日本テレビ）
- マルモのおきて 最終話（2011年7月3日、フジテレビ） - 旅館の番頭 役
- 海賊戦隊ゴーカイジャー 第24話「愚かな地球人」（2011年8月7日、テレビ朝日） - たこ焼き屋の主人 役
- ドン★キホーテ 第9話「鉄仮面vsダメ親父」（2011年9月10日、日本テレビ） - 村松清志 役
- ウルトラゾーン 第5話、第10話（2011年11月13日、12月18日、tvk 他） - テレスドンの声、ガッツ星人の声 役
- 科捜研の女 season11 第9話「警察犬vsDNA鑑定 アリバイ崩しの誤算」（2011年12月15日、テレビ朝日） - 岩谷修司 役
- VISION-殺しが見える女- 第4話（2012年8月2日、読売テレビ・日本テレビ系） - 白井義孝 / ミスターX 役
- トッカン 特別国税徴収官 第7話（2012年8月29日、日本テレビ） - 錨光敏 役
- 勇者ヨシヒコと悪霊の鍵 第2話（2012年10月20日、テレビ東京） - 若旦那 役
- お助け屋☆陣八 第9話（2013年3月7日、読売テレビ・日本テレビ系） - 宮崎 役
- 連続ドラマW ソドムの林檎〜ロトを殺した娘たち 第2話・第3話（2013年3月30日・4月6日、WOWOW） - 裁判長 役
- 空飛ぶ広報室 第1話・第10話（2013年4月14日・6月16日、TBS） - ドラマプロデューサー 役
- 金田一耕助VS明智小五郎（2013年9月23日、フジテレビ） - 琢磨満 役
- メ〜テレドラマ「卒業」（2014年3月18日、メ〜テレ） - ヒューマン 役
- 金曜ロードSHOW!特別ドラマ「磁石男」（2014年6月13日、日本テレビ） - 婚活会社スタッフ 役
- 死神くん 最終話（2014年6月20日、テレビ朝日） - 森明浩 役
- おやじの背中 第5話「ドブコ」（2014年8月10日、TBS） - 監督 役
- SICKS〜みんながみんな、何かの病気〜 第3話・第4話（2015年10月24日・31日、テレビ東京） - TV番組プロデューサー 役
- 吉祥寺だけが住みたい街ですか? 第3話（2016年10月29日、テレビ東京） - 黒野出版編集者 役
- 就活家族〜きっと、うまくいく〜 第4話・第5話（2017年2月2日・9日、テレビ朝日） - 宮岡先生 役
- もしもドラマ がんこちゃんは大学生 第2話（2017年3月8日、NHK総合） - ケンサクくん 役
- マッサージ探偵ジョー 第10話（2017年6月18日、テレビ東京） - 大泉則夫 役
- 電影少女 -VIDEO GIRL AI 2018- 第1話（2018年1月14日、テレビ東京） - 担任教師 役
- ハゲタカ 第2話（2018年7月26日、テレビ朝日） - 入札担当職員 役
- 星屑リベンジャーズ 第6話・第7話（2018年9月11日・18日、メ〜テレ） - 沖修介 役
- 日曜プライム 警視庁・捜査一課長スペシャル（2019年4月21日、テレビ朝日） - 澤山陽造 役
- 執事 西園寺の名推理2 第7話（2019年6月7日、テレビ東京） - 井崎裕也 役
- 特捜9 season2 第9話（2019年6月12日、テレビ朝日） - 田島和行 役
- 警視庁ゼロ係～生活安全課なんでも相談室～SEASON4 第6話（2019年9月7日、テレビ東京） - 笠井静雄 役
- 新春3夜連続ドラマ「破天荒フェニックス」（2020年1月3日 - 5日、テレビ朝日） - 三上英司 役[2]
- 銀座黒猫物語 第4話 松崎煎餅編（2020年8月7日、カンテレ） - 松崎秀一郎 役
- 恋する母たち 第1話（2020年10月23日、TBS） - 佐々木義雄 役
- あのコの夢を見たんです。 第5話（2020年10月31日、テレビ東京） - 市井 役
- 恋はDeepに 第3話（2021年4月28日、日本テレビ） - 真壁昭夫 役
- SUPER RICH 第7話（2021年11月25日、フジテレビ） - 矢野編集長 役
- シジュウカラ（2022年1月8日 - 3月26日、テレビ東京） - 綿貫洋平 役[3]
- 逃亡医F 第6話・第7話（2022年2月19日・26日、日本テレビ） - ネクタイ 役[4]
- 吉祥寺ルーザーズ 第3話（2022年4月25日、テレビ東京） - 鍵の業者 役
- 刑事7人 SEASON8 第4話（2022年8月3日、テレビ朝日） - 関山祐一 役
- 月曜プレミア8 横山秀夫サスペンス ペルソナの微笑（2023年1月23日、テレビ東京） - 大窪道夫 役
- 藤子・F・不二雄 SF短編ドラマ 『流血鬼』（2023年4月30日、NHK BSプレミアム・BS4K） - 父 役
- 転職の魔王様 第1話（2023年7月17日、カンテレ・フジテレビ系） - 小林実 役
- トリリオンゲーム 第9話（2023年9月8日、TBS） - 堀井 役
- いちばんすきな花 第1話・第5話・最終話（2023年10月12日・11月9日・12月21日、フジテレビ） - 九条雅史 役
- 不適切にもほどがある! 第2話（2024年2月2日、TBS） - 布川 役[5]
- 海に眠るダイヤモンド（2024年10月20日 - 12月22日、TBS） - 雅彦 役[6]
- ザ・トラベルナース 第2シーズン 第6話（2024年11月28日、テレビ朝日） - 田中 役
- 絶メシロード 開幕篇（2025年3月7日、テレビ東京） - 澤下 役
- 魔物 (마물)（2025年4月18日 - 6月13日、テレビ朝日） - 井村讃一郎 役[7]
- ダメマネ! -ダメなタレント、マネジメントします- 第6話（2025年5月25日、日本テレビ） - 佐々木 役[8]

### その他のテレビ番組
- モテケン（テレビ東京）
- 美しい男性!（2009年1月 - 、BSジャパン）
- きょーこ先生の空想保健室（2011年7月11日 - 14日、NHK Eテレ） - コーチョー 役（声）
- ZIP!（日本テレビ）
  - おはよう忍者隊ガッチャマン（2011年4月 - 2013年3月） - ベルク・カッツェ、コンドルのジョー、アンダーソン長官 役（声の出演）
  - マジンガーZIP!（2013年4月 - 2015年3月） - あしゅら男爵、弓弦之助 役（声の出演）
  - グッド・モーニング!!!ドロンジョ（2015年3月 - 2016年3月） - ボヤッキー、ベルク・カッツェ、コンドルのジョー、アンダーソン長官 役（声の出演）
- 天才てれびくんYOU（2017年、NHK Eテレ） - ぎょん 役
- ピエール瀧のしょんないTV（2018年12月14日 - 2019年3月8日、静岡朝日テレビ） - ナレーション

### 配信ドラマ
- 火花 第4話（2016年6月3日、Netflix） - 恩田 役
- 星屑リベンジャーズ 第6話・第7話（2018年8月27日・9月3日、AbemaTV） - 沖修介 役
- 恋する男たち 第1話（2020年10月23日、Paravi） - 佐々木義雄 役
- 極悪女王（2024年9月19日、Netflix） - 長与繁 役[9]

### 映画
- ハチミツとクローバー（2006年）
- ゾンビデオ（2012年12月29日公開、監督：村上賢司）
- 体脂肪計タニタの社員食堂（2013年）
- さよなら歌舞伎町（2015年1月24日公開、監督：廣木隆一） - 新城竜平 役
- 友だちのパパが好き（2015年12月19日公開、監督：山内ケンジ） - 川端惣一 役
- 凪待ち（2019年6月28日公開、監督：白石和彌） - 渡辺健治 役
- 夕方のおともだち（2022年2月4日公開、監督：廣木隆一）
- カラオケ行こ!（2024年1月12日公開、監督：山下敦弘） - 岡晴実 役[10][11]
- サンセット・サンライズ（2025年1月17日公開、監督：岸善幸）[12]
- アンジーのBARで逢いましょう（2025年4月4日公開、監督：松本動）[13]
- 女神降臨（監督：星野和成） - 谷川寿史 役[14]
  - 女神降臨 Before 高校デビュー編（2025年3月20日公開）
  - 女神降臨 After プロポーズ編（2025年5月1日公開）
- 隣のステラ（2025年8月22日公開予定、監督：松本花奈）[15]

### 配信映画
- クレイジークルーズ（2023年11月16日、Netflix）[16][17]

### テレビアニメ
- WHITE ALBUM2（2013年） - 宮崎先生 役
- 闇芝居 第8話（2017年） - 語り

### その他のテレビ番組
- 大人計画ウーマンリブvol.14「もうがまんできない2020無観客版」（2020年6月本多劇場収録・2020年10月17日、WOWOWライブ）

### CM
- 白元風（2006年） - ペリーの声
- おやつカンパニー（2012年）食感研究家ガリッチ　- ガリッチの声

### ゲーム
- みんな大好き塊魂（2005年） - 王様 役
- 炎の宅配便（2006年） - ジャーク・ニック 役
- BioShock Infinite（2013年） - ロバート・ルーテス 役
- ダービー無双（2014年） - ペリー 役

### 舞台
- 母を逃がす（2010年11月−12月、大人計画）
- 新世界ロマンスオーケストラ（2017年4月30日 - 5月21日、東京グローブ座 / 5月26日 - 28日、シアタードラマシティ）
- ハングマン（2018年5月12日-13日、彩の国さいたま芸術劇場 / 2018年5月16日-27日、世田谷パブリックシアター）
- シブヤデアイマショウ（2021年4月18日 - 4月25日、Bunkamuraシアターコクーン）コーナー演出も担当
- ウーマンリブ Vol.15「もうがまんできない」（2023年4月14日 - 5月14日、本多劇場・2023年5月18日 - 5月31日、サンケイホールブリーゼ）[18]
- 千と千尋の神隠しSpirited Away（2024年3月11日 - 30日、帝国劇場 / 4月7日 - 20日、御園座 / 4月27日 - 5月19日、博多座 / 4月30日 - 8月24日、ロンドン・コロシアム / 5月27日 - 6月7日、梅田芸術劇場 メインホール / 6月15日 - 20日、札幌文化芸術劇場 hitaru / 2025年7月14日 - 8月3日、上海文化広場） - 釜爺 役[19][20][21]